# V (ca sĩ)
Đây là một tên người Triều Tiên, họ là Kim.
Kim Tae-hyung (tiếng Hàn: 김태형; sinh ngày 30 tháng 12 năm 1995), thường được biết đến với nghệ danh V (tiếng Triều Tiên: 뷔), là một nam ca sĩ và nhạc sĩ người Hàn Quốc. Anh là thành viên của nhóm nhạc nam Hàn Quốc BTS.

## Tiểu sử
V sinh ngày 30 tháng 12 năm 1995 với tên khai sinh là Kim Tae-hyung tại Seo-gu, Daegu, Hàn Quốc và lớn lên tại Geochang-gun. Anh là con cả trong một gia đình có 3 anh em. V lần đầu tiên khao khát trở thành một ca sĩ chuyên nghiệp khi còn học trường tiểu học. Với sự ủng hộ của cha, anh bắt đầu học saxophone trong những năm đầu tiên học trường trung học như là một phương tiện để theo đuổi sự nghiệp ca hát. V sau cùng trở thành một thực tập sinh sau khi vượt qua buổi thử giọng của Big Hit Entertainment ở Daegu.
Sau khi tốt nghiệp Trường Trung học Nghệ thuật Hàn Quốc vào năm 2014, V theo học trường Đại học Global Cyber chuyên ngành Phát thanh và Giải trí — tốt nghiệp vào tháng 8 năm 2020. Đến năm 2021, anh tham gia khóa học Thạc sĩ Quản trị Kinh doanh (MBA) tại Đại học Hanyang Cyber chuyên ngành Quảng cáo và Truyền thông.

## Sự nghiệp

### 2013–nay: BTS
Trước khi ra mắt, V là "thành viên bí mật" của BTS. Người hâm mộ hầu như không hề hay biết về sự tồn tại của anh và mọi thông tin về anh đều được công ty chủ quản giữ kín để tạo sự bất ngờ. Anh cho biết khái niệm này khiến anh cảm thấy bất an và cô đơn vì nghĩ rằng điều đó có nghĩa là anh có thể bị loại khỏi đội hình.
Ngày 13 tháng 6 năm 2013, V ra mắt với tư cách là thành viên của BTS với album đầu tay 2 Cool 4 Skool của nhóm. Anh lần đầu tiên được ghi nhận với tư cách là nhạc sĩ sau khi đồng sáng tác và đồng sản xuất bài hát "Hold Me Tight" trong mini album thứ ba The Most Beautiful Moment in Life, Pt. 1 của nhóm vào năm 2015. Anh cũng tham gia viết lời cho bài hát "Fun Boyz" được đồng sáng tác bởi thành viên Suga. Đối với bài hát "Run", giai điệu của V được sử dụng với phần lời gốc của Jungkook cho album tiếp theo là The Most Beautiful Moment in Life, Pt. 2. Hơn nữa, anh cũng tham gia sáng tác nhạc và viết lời cho bài hát solo "Stigma" trong album Wings của nhóm. V cũng phát hành không chính thức bản cover bài hát "Hug Me" hợp tác với thành viên J-Hope và bản cover bài hát "Someone Like You" của Adele.
Tháng 5 năm 2018, bài hát solo thứ hai "Singularity" của anh được phát hành như một đoạn giới thiệu cho album phòng thu thứ ba sắp tới của BTS, Love Yourself: Tear. Bài hát ra mắt trên đài phát thanh của Vương quốc Anh vào ngày 25 tháng 10 thông qua BBC Radio 1. Một tháng sau khi phát hành, tờ The Guardian bổ sung "Singularity" vào danh sách phát 50 bài hát hàng đầu trong tháng 6 năm 2018 và Billboard cũng bổ sung  bài hát này vào danh sách 50 bài hát hàng đầu của BTS của nhà phê bình ở vị trí số 28. Nhìn chung, "Singularity" được các nhà phê bình đón nhận nồng nhiệt và dẫn đến việc bài hát được vinh danh trong danh sách Lựa chọn của các nhà phê bình cuối năm. Tờ New York Times vinh danh bài hát ở vị trí số 20 trong danh sách 65 bài hát xuất sắc nhất năm 2018 cùng với "Fake Love", nhà phê bình âm nhạc Mikael Wood của LA Times gọi đây là "bài hát xuất sắc nhất và đáng để phát lại nhất năm 2018" và được nhà phê bình âm nhạc Laura Snapes của The Guardian vinh danh trong danh sách Bài hát nhạc Pop xuất sắc nhất năm 2018.
V cùng với thành viên J-Hope hợp tác với nữ ca sĩ người Thụy Điển Zara Larsson cho bài hát "A Brand New Day" trong album nhạc phim của trò chơi di động BTS World. Bài hát được phát hành vào ngày 14 tháng 6 năm 2019 và ra mắt ở vị trí số 1 trên World Digital Song Sales Chart. Tám tháng sau, anh hợp tác với thành viên Jimin cho bài hát "Friends" và cũng tham gia sáng tác và viết lời cho bài hát solo "Inner Child" của anh trong album Map of the Soul: 7 của nhóm.

### 2016–nay: Hoạt động solo

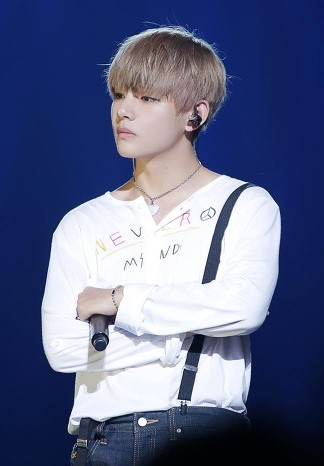
V trên sân khấu ở Kobe, Nhật Bản trong chuyến lưu diễn The Most Beautiful Moment in Life On Stage Tour vào ngày 23 tháng 3 năm 2016.

Năm 2016, V bắt đầu sự nghiệp diễn xuất với vai phụ trong bộ phim truyền hình cổ trang Hoa lang của KBS2 dưới tên Kim Tae-hyung. Anh cũng hợp tác với thành viên Jin trong bài hát "It's Definitely You" cho nhạc phim của bộ phim này. Nhân dịp kỷ niệm 4 năm ra mắt của BTS, V phát hành "4 O'Clock" vào ngày 8 tháng 6 năm 2017, một bài hát mà anh đồng sản xuất cùng với thành viên RM.
V phát hành bài hát solo đầu tay "Scenery" của mình ngoài hoạt động nhóm vào ngày 30 tháng 1 năm 2019 thông qua trang SoundCloud của BTS. Bản ballad được viết lời và sáng tác bởi V — anh cũng là người chụp ảnh bìa — và được sản xuất bởi nhà sản xuất Docskim của Big Hit với sự tham gia của 2 nhà sản xuất khác của Big Hit là Pdogg và Hiss Noise. Bài hát phá vỡ kỷ lục của SoundCloud khi đạt 100 triệu lượt phát trực tuyến từ 20 triệu trong hơn 14 ngày, khoảng thời gian ngắn nhất trên nền tảng. Xuyên suốt 2 tuần sau khi phát hành, "Scenery" phá vỡ kỷ lục tổng cộng 9 lần cho lượt phát trực tuyến hàng ngày. Bảy tháng sau, anh phát hành bài hát solo thứ hai cũng như bài hát tiếng Anh đầu tiên mang tên "Winter Bear" thông qua trang SoundCloud cùng với video âm nhạc do chính anh đạo diễn được đăng tải trên kênh YouTube của BTS vào ngày 9 tháng 8. Anh đồng sản xuất bài hát này cùng với RM, Hiss Noise và Adora. Anh cũng chụp ảnh bìa cho album dưới bút danh Vante.
Năm 2020, V phát hành bài hát "Sweet Night" cho nhạc phim của bộ phim truyền hình Itaewon Class của JTBC được phát hành vào ngày 13 tháng 3 năm 2020. Bài hát thuộc thể loại indie pop do V sản xuất, viết lời và được thể hiện hoàn toàn bằng tiếng Anh. "Sweet Night" nhận được đánh giá chung tích cực cho phần sáng tác, giọng hát và ca từ ấm áp và đạt vị trí số 2 trên bảng xếp hạng Digital Song Sales của Billboard, đây là lần ra mắt cao nhất của một nghệ sĩ solo Hàn Quốc trong lịch sử bảng xếp hạng. Ngày 25 tháng 12 cùng năm, V phát hành bài hát solo "Snow Flower" hợp tác với Peakboy.
Năm 2021, V tham gia hát nhạc phim cho bộ phim truyền hình Mùa hè yêu dấu của chúng ta của tvN và phát hành bài hát "Christmas Tree" vào ngày 24 tháng 12. Bài hát ra mắt ở vị trí số 79 trên Billboard Hot 100 và là bài hát solo đầu tiên của V ra mắt trên bảng xếp hạng này.

## Phong cách nghệ thuật
V sở hữu chất giọng baritone (giọng nam trung) và nhận được sự đón nhận tích cực từ giới phê bình, đặc biệt là lời khen ngợi về quãng giọng và chất giọng "trầm". Giọng hát của anh được công nhận rộng rãi hơn sau khi anh thể hiện bài hát solo "Stigma" và được khen ngợi nhờ vào chất giọng gió và phong cách âm nhạc độc đáo của anh. Âm sắc của V trong "Singularity", bài hát mở đầu Love Yourself: Tear (2018) của BTS được nhà phê bình âm nhạc Blanca Méndez đánh giá là "người tạo nên giai điệu" nổi bật trong album. Tương tự, Katie Goh của Vice xem đây là "một trong những màn phô diễn giọng hát xuất sắc nhất của V". Karen Ruffini viết trên tờ Elite Daily rằng "V... dễ dàng cất lên những âm trầm mượt mà, điều này là một trong những yếu tố then chốt trong tổng thể các bài hát của BTS." với Tamar Herman từ tạp chí Billboard cũng lưu ý rằng chất giọng trầm lặng của V là một trụ cột trong những bài hát của BTS. Phong cách âm nhạc của V chịu ảnh hưởng nặng nề bởi niềm yêu thích mà anh dành cho dòng nhạc jazz và cổ điển. Eric Benét và Ruben Studdard là những nguồn cảm hứng âm nhạc của anh.
Với tư cách là nghệ sĩ biểu diễn, phong cách của V thường được biết đến với khái niệm "đối ngẫu" hoặc kỹ năng khơi gợi nhiều biểu hiện cảm xúc khác nhau trên sân khấu. Nhà báo người Anh Rhian Daly viết cho NME đặc biệt lưu ý điều này khi thảo luận về màn biểu diễn "Singularity" của V trong Love Yourself: Speak Yourself World Tour, mô tả động tác của anh là "tỉ mỉ và cẩn thận". Crystal Bell từ MTV lưu ý rằng các buổi biểu diễn của V thường được quay trực tiếp tại địa điểm tổ chức buổi hòa nhạc và cách mà anh sử dụng chúng để tạo ra những biểu cảm đầy tinh tế trong buổi biểu diễn.

## Tác động và ảnh hưởng
V đặt ra thuật ngữ "I Purple You" trong buổi gặp gỡ người hâm mộ của BTS được tổ chức vào tháng 11 năm 2016. Kể từ đó, màu tím đã trở thành biểu tượng của BTS và người hâm mộ của nhóm. UNICEF cũng sử dụng cụm từ này trong chiến dịch chống bạo lực của họ với sự hợp tác của BTS.
Năm 2018, Eugene Investment & Securities Co., Ltd. tiến hành nghiên cứu phân tích về xu hướng tìm kiếm trên Google liên quan đến ngành công nghiệp K-pop. Kết quả cho thấy "V" dẫn đầu bảng xếp hạng, đồng nghĩa với việc đây là từ khóa được tìm kiếm nhiều nhất xuyên suốt 5 năm qua tại Hàn Quốc. Theo cuộc khảo sát do Gallup Korea thực hiện, V được xếp ở vị trí số 4 cho thần tượng được yêu thích nhất năm 2019; trước đó anh được xếp ở vị trí số 9 vào năm 2018.
Năm 2018, anh được Tổng thống Hàn Quốc trao tặng Huân chương Văn hóa cùng với các thành viên khác của BTS nhờ những đóng góp của nhóm trong việc truyền bá văn hoá và ngôn ngữ Hàn Quốc. Tháng 7 năm 2021, anh được Tổng thống Moon Jae-in bổ nhiệm làm Đặc phái viên của Tổng thống về Thế hệ Tương lai và Văn hóa cùng với các thành viên khác của BTS nhằm "nâng cao nhận thức về chương trình nghị sự toàn cầu, tăng trưởng bền vững và củng cố sức mạnh ngoại giao của các quốc gia trên toàn cầu".
Nhiều nghệ sĩ đã đề cập đến anh như là một hình mẫu và nguồn ảnh hưởng, chẳng hạn như Younghoon của The Boyz và Hwall, Jangjun và Jaehyun của Golden Child, Been của MVP, Byun Hyun-min của Rainz, Serim của Cravity, Yeosang và Mingi của Ateez, Jungseung và Dylan của D-Crunch, Bao của Lucente, Yunmin của Newkidd, Hanyu của Boy Story, Beomgyu của TXT, thí sinh Koo Jungmo của Produce X 101, Lee Taeseung, Mahiro Hidaka và cựu thành viên Park Ji-hoon của Wanna One.

## Đời tư
Kể từ năm 2018, V sống tại Hannam-dong, Seoul, Hàn Quốc cùng với các thành viên trong nhóm. Tháng 7 năm 2019, anh mua một căn hộ cao cấp trị giá 4,55 triệu USD tại Gangnam-gu.

### Sức khỏe
Tháng 10 năm 2018, trong buổi hòa nhạc Love Yourself World Tour được tổ chức tại Paris, V gặp khó khăn khi hát do bị bệnh và không thể thực hiện phần hát của mình xuyên suốt buổi hòa nhạc. Tháng 10 năm 2021, Big Hit thông báo rằng V sẽ không thể thực hiện vũ đạo trong buổi hòa nhạc Permission to Dance on Stage của nhóm do bị đau cơ ở vùng bắp chân. Thay vào đó, anh sẽ phải ngồi trên ghế biểu diễn trong khi thực hiện phần hát của mình.

## Danh sách đĩa nhạc

### Bài hát được xếp hạng
| Tên | Năm               | Vị trí cao nhất   | Vị trí cao nhất   | Vị trí cao nhất   | Vị trí cao nhất   | Vị trí cao nhất   | Vị trí cao nhất   | Vị trí cao nhất   | Vị trí cao nhất   | Vị trí cao nhất   | Vị trí cao nhất   | Doanh số          | Album                                               |
| Tên | Năm               | KOR               | KOR               | CAN               | FRA Dig.          | HUN               | JPN Hot           | NZ Hot            | US                | US                | WW                | Doanh số          | Album                                               |
| Tên | Năm               | Gaon              | Hot               | CAN               | FRA Dig.          | HUN               | JPN Hot           | NZ Hot            | Hot               | World             | WW                | Doanh số          | Album                                               |
| Như nghệ sĩ chính                                                                                      | Như nghệ sĩ chính | Như nghệ sĩ chính | Như nghệ sĩ chính | Như nghệ sĩ chính | Như nghệ sĩ chính | Như nghệ sĩ chính | Như nghệ sĩ chính | Như nghệ sĩ chính | Như nghệ sĩ chính | Như nghệ sĩ chính | Như nghệ sĩ chính | Như nghệ sĩ chính | Như nghệ sĩ chính                                   |
| --- | ----------------- | ----------------- | ----------------- | ----------------- | ----------------- | ----------------- | ----------------- | ----------------- | ----------------- | ----------------- | ----------------- | ----------------- | --------------------------------------------------- |
| "Stigma"                                                                                               | 2016              | 26                | —                 | —                 | 8                 | 8                 | —                 | —                 | —                 | 1                 | *                 | - KOR: 110,898    | Wings                                               |
| "It's Definitely You" (죽어도 너야; Jugeodo neoya) (với Jin)                                           | 2016              | 34                | —                 | —                 | —                 | 15                | —                 | —                 | —                 | 8                 | *                 | - KOR: 76,657     | Hwarang: The Poet Warrior Youth Original Soundtrack |
| "Intro: Singularity"                                                                                   | 2018              | 54                | 10                | —                 | 100               | 23                | 34                | —                 | —                 | 1                 | *                 | - US: 10,000      | Love Yourself: Tear                                 |
| "Inner Child"                                                                                          | 2020              | 24                | 19                | —                 | *                 | 7                 | —                 | —                 | —                 | 1                 | *                 | —                 | Map of the Soul: 7                                  |
| "Sweet Night"                                                                                          | 2020              | 14                | —                 | —                 | *                 | 1                 | 10                | 34                | —                 | —                 | *                 | —                 | Itaewon Class Original Soundtrack                   |
| "Christmas Tree"                                                                                       | 2021              | 18                | 25                | 82                | *                 | —                 | 2                 | 6                 | 79                | —                 | 51                | —                 | Our Beloved Summer Original Soundtrack              |
| "—" biểu thị cho bản phát hành không ra mắt trên bảng xếp hạng hoặc không được phát hành ở khu vực đó. |                   |                   |                   |                   |                   |                   |                   |                   |                   |                   |                   |                   |                                                     |

### Bài hát khác
| Năm  | Tên              | Định dạng                       | Ghi chú                                                                             |
| ---- | ---------------- | ------------------------------- | ----------------------------------------------------------------------------------- |
| 2014 | "95 Graduation"  | Tải kỹ thuật số phát trực tuyến | Giai điệu gốc từ "Old School Love" của Lupe Fiasco hợp tác với Ed Sheeran với Jimin |
| 2017 | "4 O'Clock"      | Tải kỹ thuật số phát trực tuyến | với RM                                                                              |
| 2019 | "Scenery" (풍경) | Tải kỹ thuật số phát trực tuyến | —                                                                                   |
| 2019 | "Winter Bear"    | Tải kỹ thuật số phát trực tuyến | —                                                                                   |
| 2020 | "Snow Flower"    | Tải kỹ thuật số phát trực tuyến | với Peakboy                                                                         |

### Sáng tác
Tất cả các thông tin của bài hát đều được trích từ cơ sở dữ liệu của Hiệp hội Bản quyền Âm nhạc Hàn Quốc.
| Năm  | Nghệ sĩ     | Album                                            | Bài hát                     |
| ---- | ----------- | ------------------------------------------------ | --------------------------- |
| 2013 | BTS         | 2 Cool 4 Skool                                   | "Outro: Circle Room Cypher" |
| 2014 | Jimin & V   | Đĩa đơn không có trong album                     | "95 Graduation"             |
| 2015 | BTS         | The Most Beautiful Moment in Life, Pt. 1         | "Hold Me Tight"             |
| 2015 | BTS         | The Most Beautiful Moment in Life, Pt. 1         | "Boyz with Fun"             |
| 2015 | BTS         | The Most Beautiful Moment in Life, Pt. 2         | "Run"                       |
| 2016 | BTS         | The Most Beautiful Moment in Life: Young Forever | "Run" (Ballad Mix)          |
| 2016 | BTS         | The Most Beautiful Moment in Life: Young Forever | "Run" (Alternative Mix)     |
| 2016 | BTS         | Youth                                            | "Introduction: Youth"       |
| 2016 | BTS         | Wings                                            | "Stigma"                    |
| 2017 | RM & V      | Đĩa đơn không có trong album                     | "4 O'Clock"                 |
| 2019 | V           | Đĩa đơn không có trong album                     | "Scenery"                   |
| 2019 | V           | Đĩa đơn không có trong album                     | "Winter Bear"               |
| 2020 | BTS         | Map of the Soul: 7                               | "Inner Child"               |
| 2020 | V           | Itaewon Class Original Soundtrack                | "Sweet Night"               |
| 2020 | BTS         | Đĩa đơn không có trong album                     | "In the Soop"               |
| 2020 | BTS         | Be                                               | "Blue & Grey"               |
| 2020 | V & Peakboy | Đĩa đơn không có trong album                     | "Snow Flower"               |

## Danh sách phim

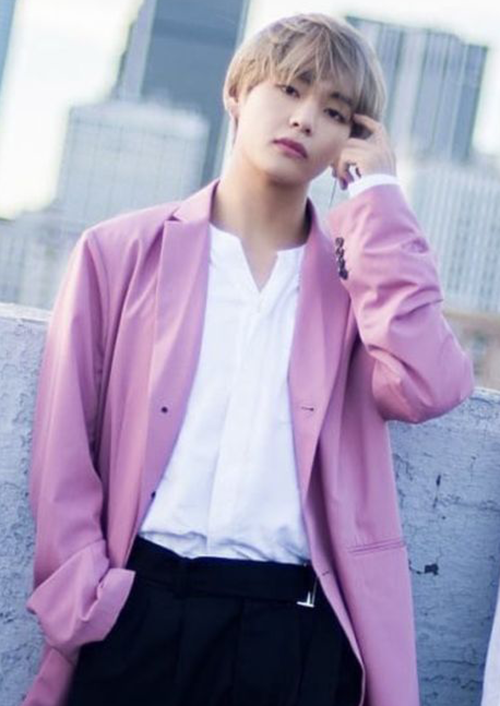
V trong một buổi chụp hình cho tạp chí D Icon vào tháng 11 năm 2017.

### Video âm nhạc
| Năm  | Tên           | Thời lượng | Vai      | Nguồn  |
| ---- | ------------- | ---------- | -------- | ------ |
| 2019 | "Winter Bear" | 3:32       | Đạo diễn | [ 88 ] |

### Chương trình truyền hình
| Năm       | Tên                             | Kênh | Vai           | Ghi chú | Nguồn  |
| --------- | ------------------------------- | ---- | ------------- | ------- | ------ |
| 2016–2017 | Hwarang: The Poet Warrior Youth | KBS2 | Seok Han-sung | Vai phụ | [ 89 ] |

### Chương trình thực tế
| Năm  | Tên                       | Kênh    | Vai      | Ghi chú                                                  | Nguồn  |
| ---- | ------------------------- | ------- | -------- | -------------------------------------------------------- | ------ |
| 2016 | Celebrity Bromance        | MBig TV | Bản thân | Mùa 1, tập 1–4; với Kim Min-jae                          | [ 90 ] |
| 2022 | IN THE SOOP: Friendcation | Disney+ | Bản thân | Với Peakboy, Park Hyung-sik, Park Seo-joon, Choi Woo-sik |        |

### Dẫn chương trình
| Năm  | Tên                               | Kênh | Ghi chú                         | Nguồn  |
| ---- | --------------------------------- | ---- | ------------------------------- | ------ |
| 2014 | Show! Music Core                  | MBC  | với Kim So-hyun                 | [ 91 ] |
| 2015 | Music Bank                        | KBS2 | với Park Bo-gum & Himchan (BAP) | [ 92 ] |
| 2015 | Show! Music Core                  | MBC  | với Zico & Kim So-hyun          | [ 93 ] |
| 2016 | Inkigayo                          | SBS  | với J-Hope, Moonbyul, & Wheein  | [ 94 ] |
| 2017 | Music Bank (Singapore Special)    | KBS2 | với Park Bo-gum & Irene         | [ 95 ] |
| 2017 | Inkigayo Super Concert in Daejeon | SBS  | với Jisoo & Jinyoung            | [ 96 ] |

### Đoạn giới thiệu và phim ngắn
| Năm  | Tên           | Thời lượng | Đạo diễn                 | Nguồn  |
| ---- | ------------- | ---------- | ------------------------ | ------ |
| 2016 | "Stigma #3"   | 3:18       | Yong-seok Choi (Lumpens) | [ 97 ] |
| 2018 | "Singularity" | 3:32       | Yong-seok Choi (Lumpens) | [ 98 ] |

## Giải thưởng và đề cử
| Giải thưởng             | Năm  | Hạng mục                           | Đề cử                 | Kết quả   | Nguồn   |
| ----------------------- | ---- | ---------------------------------- | --------------------- | --------- | ------- |
| Melon Music Awards      | 2017 | Nhạc phim xuất sắc nhất            | "It's Definitely You" | Đề cử     | [ 99 ]  |
| Soompi Awards           | 2018 | Diễn viên thần tượng xuất sắc nhất | V                     | Đoạt giải | [ 100 ] |
| Soompi Awards           | 2019 | Vũ đạo xuất sắc nhất               | "Singularity"         | Đoạt giải | [ 101 ] |
| APAN Star Awards        | 2020 | Nhạc phim xuất sắc nhất            | "Sweet Night"         | Đoạt giải | [ 102 ] |
| Gaon Chart Music Awards | 2021 | Bài hát của năm - tháng 2          | Friends               | Đề cử     | [ 103 ] |

## Chương trình âm nhạc

#### Show Champion
| Năm  | Ngày       | Bài hát        | Điểm |
| ---- | ---------- | -------------- | ---- |
| 2023 | 20 tháng 9 | "Slow Dancing" | 4599 |

#### M Countdown
| Năm  | Ngày       | Bài hát         | Điểm |
| ---- | ---------- | --------------- | ---- |
| 2023 | 24 tháng 8 | "Love Me Again" | 7864 |
| 2023 | 31 tháng 8 | "Love Me Again" | 7751 |
| 2023 | 7 tháng 9  | "Love Me Again" | 7618 |
| 2023 | 14 tháng 9 | "Slow Dancing"  | 9557 |
| 2023 | 21 tháng 9 | "Slow Dancing"  | 9096 |
| 2023 | 28 tháng 9 | "Slow Dancing"  | _    |

#### Music Bank
| Năm  | Ngày       | Bài hát        | Điểm |
| ---- | ---------- | -------------- | ---- |
| 2023 | 15 tháng 9 | "Slow Dancing" | 9234 |
| 2023 | 22 tháng 9 | "Slow Dancing" | 6587 |